# Campylomyza tenuis
Campylomyza tenuis är en tvåvingeart som beskrevs av Marshall 1896. Campylomyza tenuis ingår i släktet Campylomyza och familjen gallmyggor. Inga underarter finns listade i Catalogue of Life.